# بودهی لینوکس
بودهی لینوکس (به انگلیسی: Bodhi Linux)، یک توزیع سبک از بین توزیع‌های گنو/لینوکس به‌شمار می‌آید که بر پایهٔ اوبونتو می‌باشد و از مدیر پنجرهٔ اینلایتنمنت استفاده می‌کند. فلسفه ایجاد بودهی لینوکس این بوده‌است که محیطی را با حداقل امکانات مورد نیاز کاربران، فراهم آورد. از این رو، فقط بسته هاس اساسی و برنامه‌های حیاتی نظیر مرورگر وب (میدوری (ابهام‌زدایی))، اداره‌کنندهٔ فایل‌ها (EFM) و شبیه‌ساز ترمینال (اصطلاح‌شناسی) را به صورت پیشفرض در خود جای داده است؛ و به عقیده توسعه دهندگانش هیچ گونه نرم‌افزار و خصیصهٔ اضافه‌ای را شامل نمی‌شود. از آنجا که بودهی لینوکس می‌خواهد سیستمی با نرم‌افزارهای سبک ارائه دهد، یک بانک اطلاعاتی آنلاین از نرم‌افزارهای سبک تهیه کرده که فقط با کلیک بر روی apturl نرم‌افزارها، می‌توان آن‌ها را نصب کرد.
علاوه بر نسخه استاندارد بودهی لینوکس که با پردازنده‌های اینتل سازگار است، یک نسخه آلفا برای تبلت‌های با پردازنده ARM نیز ارائه می‌شود که بر پایهٔ دبیان است.

## کارایی
بودهی لینوکس برای اجرا به سیستمی با ۱۲۸ مگابایت حافظه اصلی، ۱٫۵ گیگابایت فضای دیسک سخت و پردازنده‌ای با قدرت پردازش ۳۰۰ مگاهرتز، نیاز دارد. با توجه به اینکه بودهی لینوکس از اینلایتنمنت DR17 بهره می‌برد، توانایی ایجاد افکت‌ها و حرکت‌های زیبایی را حتی بر روی سخت‌افزارهای ضعیف دارد. باستناد به یک آزمایش مستقل، بودهی لینوکس نرم‌افزار گیمپ را در ۴٫۷ ثانیه اجرا و اوبونتو این نرم‌افزار را در مدت ۱۱٫۱ ثانیه اجرا کرده‌است. مدیر پنجرهٔ اینلایتنمنت یک ابزار ویژه برای بودهی لینوکس به‌شمار می‌آید زیرا هم اینلایتنمنت و هم ابزارهای تولید شده توسط بودهی لینوکس به زبان برنامه‌نویسی سی نوشته شده‌اند.

## طریقهٔ به روز شدن
بودهی لینوکس از نوعی انتشار غلطان موسوم به semi-rolling استفاده می‌کند؛ به این صورت که هسته اصلی بودهی لینوکس با توجه به دورهٔ زمانی به روز شدن اوبونتو (نسخهٔ با پشتیبانی طولانی مدت)، به روز می‌شود ولی در بین این به روز رسانی‌های اصلی، فعالیت‌هایی برای به روز ماندن نرم‌افزارهای کاربران، انجام می‌گیرد؛ یعنی اینکه بعد از نصب آخرین نسخهٔ بودهی لینوکس، هر ۲ سال یکبار باید دوباره آن را نصب کرد و در این ۲ سال می‌توان همواره از آخرین نسخه‌های برنامه‌های کاربردی، استفاده کرد.